# Inácio José da América Pinheiro
Inácio José da América Pinheiro, primeiro e único barão de Potenji (ou Potengi, na forma ortográfica antiga), (Valença— Rio de Janeiro, 19 de outubro de 1892) foi um nobre brasileiro.

## Biografia
Filho de José Pinheiro de Sousa e de Isabel Maria da Visitação, que era filha de Inácio de Sousa Vernek. Casou-se com Ana Peregrina Pinheiro Werneck (1837 — 13 de março de 1925), e tornou-se Baronesa de Potenji. Tiveram os seguintes filhos:
- Accacio Pinheiro Werneck.
- João Pinheiro de América Werneck.
- Ambrosina Pinheiro Werneck.
- Eulina Pinheiro Werneck.
- Idalina Pinheiro Werneck.

## Título nobiliárquico
Agraciado com o título de barão, por decreto imperial de 17 de junho de 1882.